# Apulum

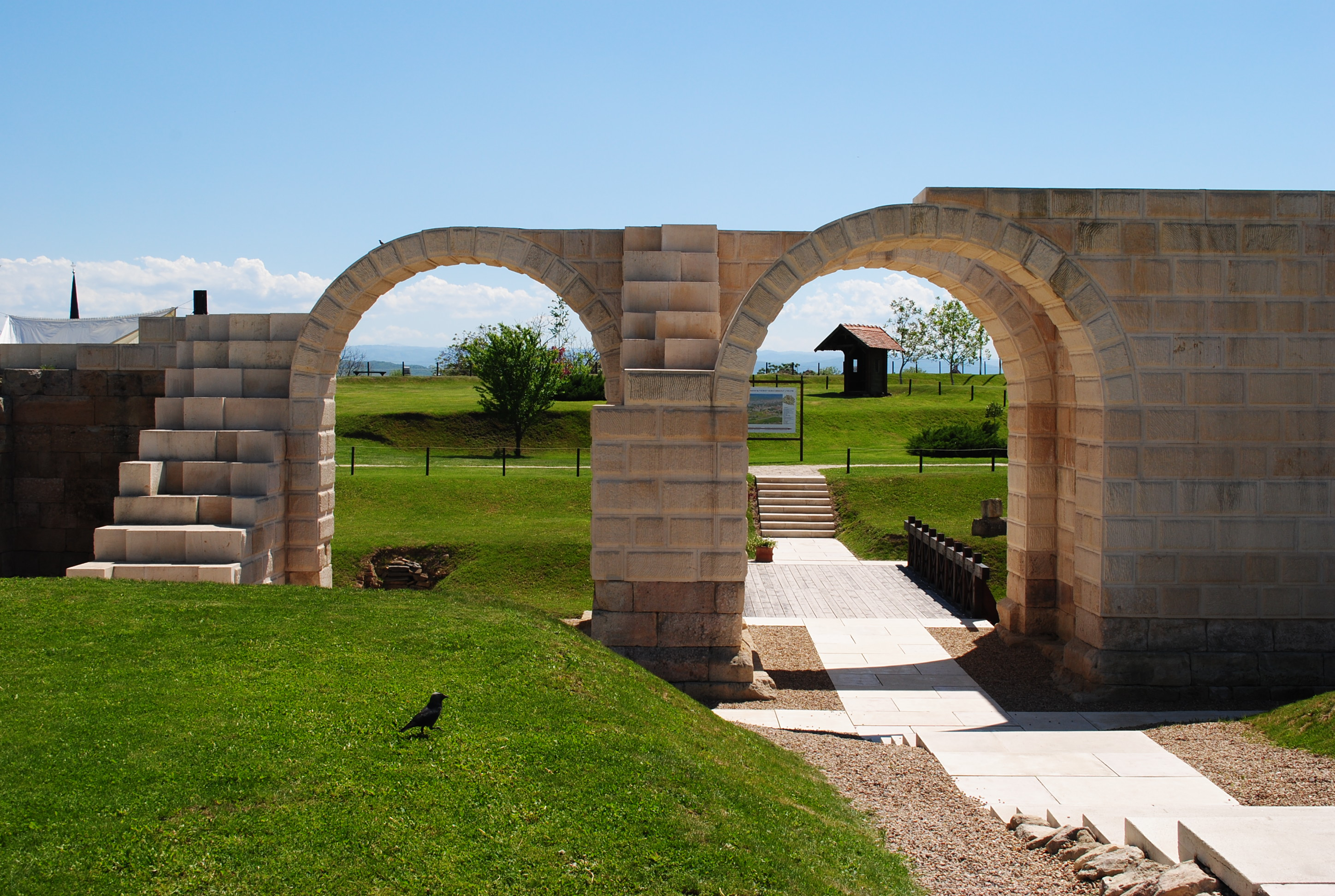
A castrum romjai

Apulum (ma Alba Iulia, Gyulafehérvár) a római Dacia egyik legjelentősebb politikai, gazdasági és kulturális központja volt a 106 és 271 közötti időszakban. Az egykori dák település, Apulon közelében közvetlenül a római hódítást követően letelepedett XIII Gemina legio castruma körül a 2–3. században kettős település jött létre (Colonia Aurelia Apulensis és Municipium Septimium Apulense). A város közel két évszázadon át volt Dacia helytartójának székhelye, Dacia Apulensis katonai, gazdasági és kulturális központja.

## Földrajza

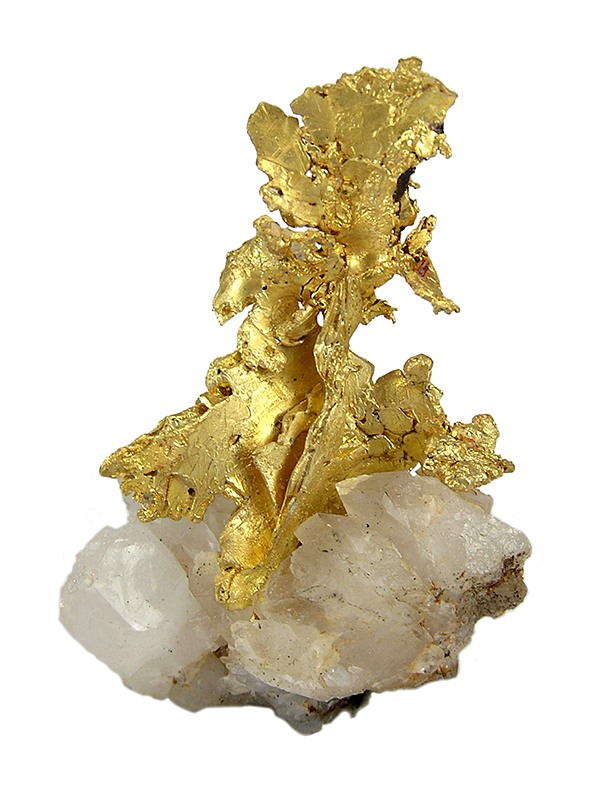
A térség fő természeti kincse az arany

Az egykori római város a mai Gyulafehérvár (Alba Iulia, Karlsburg) területén fekszik, a 46,0667 északi szélesség és 23,5833 keleti hosszúság földrajzi koordinátáin. A Gauss–Krüger rendszerben készült Tabula Imperii Romani térképen az L 34-es szektorban szerepel (1:1 000 000). A jelenlegi város területe 103,65 km², tengerszint feletti magassága 238–270 m.
A térség az Erdélyi-medence részét képező Gyulafehérvár–Torda szorosban fekszik, az Ompoly és a Maros összefolyásának közelében. Az egykori római települést a következő földrajzi alegységek határolták: északról az Ampoly–Kisampoly-fennsík, keletről a Székásmenti-hátság, délről a Maros míg nyugatról az Érchegység és a Torockói-hegység. A térség gazdag a ritka geológiai formációkban, elsősorban az olisztolit képződményekben és teraszokban. A környék geológiailag külön területet alkot, elsősorban omladékos kőzettípusai miatt.
Az egykori római város elhelyezkedése nemcsak földrajzi és stratégiai, de gazdasági szempontból is előnyös volt. A térség természeti erőforrásokban Erdély egyik leggazdagabb vidékét képezi elsősorban arany, ezüst, szelén, ólom, ón és higanykészletei révén. Ezek közül kiemelkedik az Abrudbánya–Verespatak–Bucsony körzetében elterülő aranybányák, amelyek már az ókorban is a térség fő gazdasági forrását képezték.
A térség másik jelentős földrajzi eleme a Maros folyó és medencéje, amely az őskortól napjainkig az Erdélyi – medence fő kereskedelmi és közlekedési ütőere volt, a sószállítás legfőbb útja.

## A római város előzményei

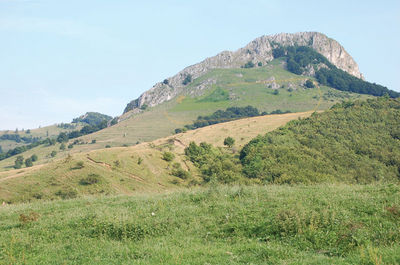
A dák Apulon feltételezett erődítménye

A város környéke és közvetlen területe már az őskorban benépesült a fent említett gazdasági és természetföldrajzi adottságok miatt. A mai Gyulafehérvár területének legrégebbi történelmi emlékei a neolitikumból származnak. 1944 és 1963 között a város északkeleti részén a „Lumea Nouă” részeken a vinča–tordosi kultúra és a cotofeni kultúra gazdag emlékanyaga került elő. A Vauban vár délkeleti részén 1987-ben egy bronzkori település nyomaira bukkantak. Emlékanyagában igen gazdag a Wietenberg-kultúra is, melynek nyomaira a mai város Partos negyedében bukkantak a régészek. A partosi Maros-híd építése során került elő az a gazdag, öt arany karperecből álló késő bronzkori kincslelet, amelyet jelenleg a Magyar Nemzeti Múzeum őriz. Igen gazdag a késő Hallstatt emlékanyaga is.
A város területén a késő vaskorban a dák lakosság telepedett meg. Ebből a korszakból jelentős az 1857-ben felfedezett dák ezüst érmekincslelet (apolloniai és dyrrachiumi érmék Hercules- és Iuppiter-ábrázolásokkal), valamint a későbbi római város nevét adó apuli törzs letelepedése, melynek feltételezett székhelye a Piatra Craivii (Királypataka közelében) hegytetőn felfedezett erődítmény lehetett 20 km-re a későbbi római várostól. A dák Apulon első említése alexandriai Ptolemaiosztól származik. A település minden bizonnyal jelentős állomás lehetett a két nagy dák erődítmény, Blandiana és Acidava között. Bár a román historiográfia közel egy évszázada kutatja a dák települést – úgy régészeti, mint nyelvészeti vizsgálatok útján – egyelőre nem sikerült megnyugtatóan tisztázni a környék dák településeinek és kultúrájának helyzetét. Az viszont bizonyos, hogy más római városokhoz hasonlóan, a későbbi Apulum sem dák településre épül.
Traianus 101 és 106 közötti dák háborúit követően a majdani római város területén megszűnt a dák hegemónia.

## Története

### Traianus és Hadrianus kora

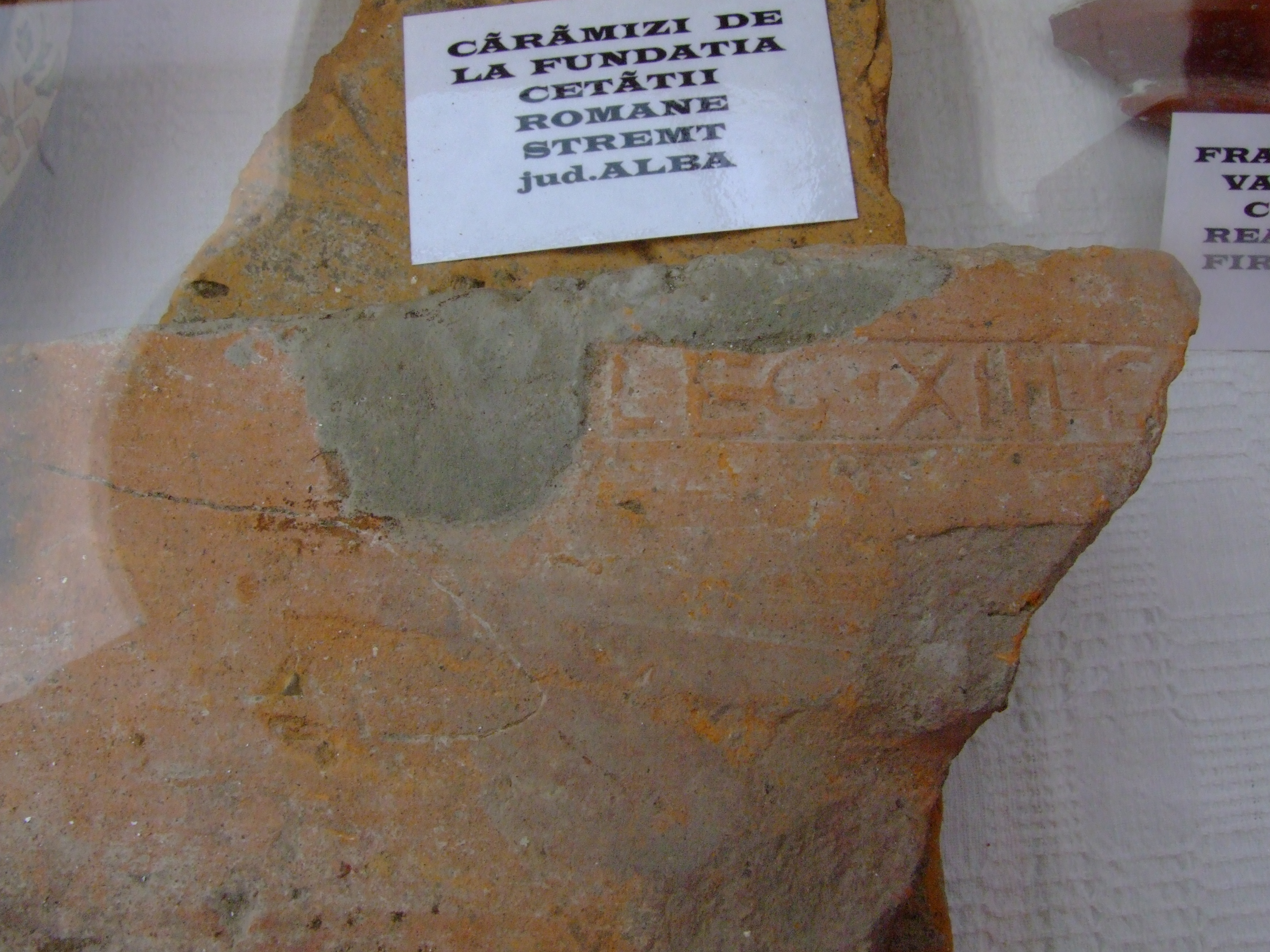
A XIII. Gemina egyik bélyeges téglája Apulumból

A város Traianus kori története (106 – 117) kevésbé ismert a források hiánya miatt. A majdani római város csak a hódítást követően, a második dák háború (105 – 106) után lett a Római Birodalom része. A Traianus kori Dacia egységes provinciaként jött létre, egyetlen várossal, a colonia deductaként alapított Ulpia Traiana Sarmizegetusával, ahol a provincia tartománygyűlése és a pénzügyi felelős, a procurator székelt. A tartomány ekkor még két vagy három légióval rendelkezett, így consuli rangú legatus Augusti vezette a provinciát. Az elsődleges feladat – mint minden provincia megalapításakor – itt is az úthálózat kiépitése, a katonai stratégiai pontok elfoglalása és berendezkedése valamint a romanizáció elkezdése, azaz a kolonizálás volt. 
A Drobeta mellett felépült dunai híd és a provincia északi határát képező Porolissum közötti út már 110-ben kiépült érintve ezáltal a provincia belső területeit, így Apulumot is ahol három főút találkozott. 112-ben Traianus már DACIA AUGUSTI PROVINCIA érméket veret, ami arra utal, hogy a terület végérvényesen a birodalom része lett. A két háborúban jeleskedő XIII. Gemina legio feladata lett az, hogy védje a provincia belső területét, uralva ezáltal a Drobeta – Porolissum közötti főút nagy részét és az Erdélyi Érchegység gazdag arany és ezüstbányáit illetve az ott létrehozott településeket, Alburnus Maiort és Ampelumot. A legio castrumát a fővárostól, Ulpia Traiana Sarmizegetusától északra építették fel. Első, Traianus-kori fázisa minden bizonnyal fából készült. A szakirodalomban máig vita kérdése, hogy a mai Vauban – vár alatt nyugvó római castrum Traianus korában egy, vagy két légiónak adott helyet. Néhány LEG I AD/ LEG XIII feliratú tegulára alapozva Coriolan Opreanu úgy véli, hogy az apulumi legiotáborban Traianus korában (106 – 117) – rövid időre legalábbis – a XIII. Gemina mellett az I. Adiutrix is állomásozott. Mások, így Ioan Piso ókortörténész is azt a véleményt támogatja, hogy a XIII. Gemina mellett az I. Adiutrix néhány vexillatiója volt jelen a korai időszakban a castrumban.
A castrum és lakóinak felügyelete a legio vezetőjének a feladata volt, aki minden bizonnyal egyben a provincia legatusa, azaz a császár hivatalos képviselője, megtestesítője volt. A terület hivatalosan Ulpia Traiana Sarmizegetusa fennhatóságához tartozott, a város territoriumának része volt. Már Traianus idejében elkezdődik azonban egy civil település (vicus) kiépülése 2,2 km-re a castrumtól délre a mai Partos negyed területén. Ezzel egyidőben létezik a castrum mellett a canabae, azaz a katonai település is. A civil település első generációi minden bizonnyal a két dák háború veteránjai lehettek (lásd CIL III 7754), akiket a Papiria törzsbe soroltak be. Bár állandó lakhelyük Apulum volt (cives Romani consistentes ad legionem) és itt is temetkeztek, adminisztratív funkciót azonban az akkori egyetlen városban, Ulpia Traiana Sarizegetusában viseltek. 
Kiváló példa erre C. Sentius Flaccus, akit bár Apulumban temettek el, életében Sarmizegetusa decuriója, azaz elöljárója volt. Sem a castrum, sem a Traianus kori civil település topográfiája nem ismert és feliratokban sem bővelkedik ez a korszak. Feltételezzük, hogy a 106-117 közötti időszak öt legatus Augusti pro proaetore rangú szenátora (Iulius Sabinus, D. Terentius Scaurianus, Q. Baebius Macer, C. Avidius Nigrinus, C. Iulius Quadratus Bassus) rövidebb ideig Apulumban is székelt, bár Traianus kori székhelyük pontos helyét máig nem sikerült megnyugtatóan tisztázni. A városból ismert közel 900 személynév közül mindössze 6%, azaz 38 viseli a Marcus Ulpius nevet, amely a civil település kicsiny mivoltára enged utalni a Traianus-i időkben.
Hadrianus császár uralkodása idején (117 – 138) Dacia történetében számos jelentős esemény következett be, amely nemcsak a provincia, de az apulumi civil település és a XIII. Gemina történetét is befolyásolta. 117. nyarán kezdetét veszi a Dacia nyugati szomszédságában élő szarmata-jazigok támadása. Ezzel egyszerre ugyanakkor a velük rokon nép, a roxolánok is támadást intéznek keletről veszélyeztetve a provincia egységét. A harcok súlyosságát mutatja, hogy a csatározásokban meghal C. Iulius Quadratus Bassus is, míg a hirtelen császárrá lett Hadrianus kénytelen megszakítani római útját és a térségbe utazik. A roxolánok és jazigok legyőzése és kibékítése után, Hadrianus Daciában is alkalmazza új, birodalmi stratégiáját amely a defenzív, befele forduló augustusi elvekre épülő védelemre épült. Ennek jegyében kerül sor a provincia adminisztratív és katonai újraszervezésére, melynek következtében Dacia három részre oszlik: északon Dacia Porolissensis, középső részén Dacia Superior és déli részén Dacia Inferior nevet kapja a terület. Az új provincia újraszervezése, katonai és politikai vezetése a tehetséges hadvezér, Q. Marcius Turbo feladata volt. Mivel a IIII Flavia Felix legio Singidunumba kerül, a provincia vezetője prétori rangú legatus Augusti pro proaetorae lesz, aki egyben a XIII. Gemina parancsnoki címét is betölti. A provincia 117 és 138 közötti történetéből öt ilyen rangú személyt ismerünk: Cn. Minicius Faustinust, Tiberius Claudius (...),Egnatius (...), Cn. Papirius Aelianust és C. Iulius Bassust. 
Székhelyük továbbra is bizonytalan, feltételezhető, hogy a XIII. Gemina castrumában lehetett a helytartói lakosztály, de nem kizárt, hogy a középkorhoz hasonlóan vándorközponttal kell számolnunk. A másik két provinciát egy-egy procurator vezette. Mivel a provincia egyedüli légiója maradt a XIII. Gemina, Dacia Superior és a castrumától délre fekvő civil település jelentősége is megnő. A korból kevés felirat ismert, ezek közül kiemelendő a ma már elveszett CIL III 1078, amely pontosan datálható (Kr. u. 135. december 13.). Hasonlóan az előbbiekhez, a CIL III 1169-et is veteránok állítják. A felirat Sabina Augustának, a császár 136-ban elhunyt és istenné avatott feleségének állít emléket. Sajnos nem lehet tudni, hogy a castrum, a canabae vagy a civil vicus területéről származik. Császári család tagjáról lévén szó, valószínűbb, hogy a castrumban állhatott a szobor és felirata.

### Az Antoninusok kora
Hadrianus, az utazó császár uralkodását követően Titus Aelius Antoninus Pius lett a birodalom első embere, akinek uralkodása (138 – 161) nemcsak a Birodalom, de a provincia számára is a stabilitást, a „Pax Romana” vagyis a béke időszakát jelentette. A XIII Gemina körül egyre intenzívebben fejlődő vicus számos gazdag, Itáliából és más provinciából ide került veteránnak és kereskedőnek adott otthont, mig a Hadrianus kori adminisztrációs reform miatt a legatus Augusti pro praetore Daciae Superioris helytartósága emelte a térség gazdasági és kulturális jelentőségét. 
Több ókori forrás (Historia Augusta 5.4., Polyianos, Stratagemata, VI. Prol. és az Oracula Sibyllina XII. 180.) azonban a dákok lázadásáról emlékezik meg a békés császár korszakából amelyre minden bizonnyal Dacia provincia déli részén került sor, ahol a már helytállt Q. Marcius Turbo mint pro legato és praefectus avatkozott be a harcokba. Ebből az időszakból kilenc legatust ismerünk, akik az apulumi táborban, vagy éppen épülő kormányzói palotában lakhattak, közülük a legismertebb talán a M. Sedatius Severinus, aki 153-ban Apulumból indul Rómába consuli beavatására valamint egy apulumi feliratról is ismert Lucius Iulius Proculus. Ebből az időszakból 9 datálható felirat származik a város területéről. Ugyancsak a korszakból származik az a két viaszos táblácska is, amelyek Alburnus Maiorban, Verespatakon emlitik a XIII. Gemina katonáit. A 156 és 157 között zajló dák, costobocus és jazig lázadást Statius Priscus kormányzósága idején részben a korabeli éremhorizont (székelybéri, küküllődombi, vistai leletek) részben pedig az egyik 158-ra datált apulumi felirat (CIL III 1061) jelzi, amelyen a XIII Gemina legio virtusát dicsérik, amelynek katonái a maroskeresztúri katonai diplomán emlitett, Dacia területére hozott afrikai csapatokkal együtt harcolhattak a lázadók ellen.

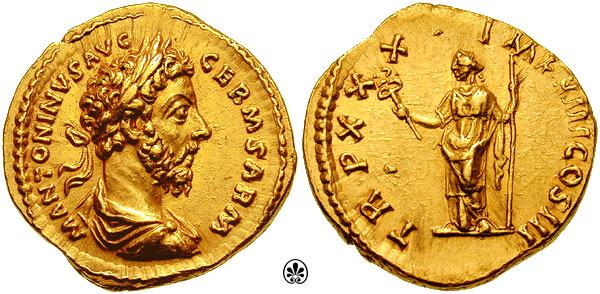
Marcus Aurelius császár aureusa, hátoldalán Felicitas kaduceussal és jogarral

A Pax Romanát jelzi, hogy ekkor kerül felújításra az egyik apulumi aquaeductus is, amely Priscus kormányzó monumentális épitési projektjének részeként készül el, gyorsitva és elősegitve a vicus városi arculatának kialakitását.
P. Furnius Saturninus kormányzósága idején kerül sor Rómában a császárváltásra. Piust a már Hadrianus által kijelölt Marcus Aurelius és Lucius Verus társcsászársága követi (161 – 169). A közös uralkodás idején ugyan a birodalmat megrengeti a pártusokkal vivott háború (161 – 166), ám ennek hatását még csak nyomokban találjuk Apulumban, elsősorban a katonaság körében. A korszakból két legatust ismerünk Dacia Superiorból. A 166 és 175 között zajló ún. első markomann háború azonban Dacia és Apulum történetét is megváltoztatta. A jazigok támadására 167 és 170 között számos régészeti lelet szolgál bizonyitékul, így többek között a nyugati limes segédcsapatainak változatos mozgása, a bárburai, bucsonyi és barbaricumi éremleletek. 
Feltételezhető, hogy a barbár hordák a vicus területén is garázdálkodtak. A provinciában a rendet Marcus Claudius Fronto fogja helyrehozni, aki 168-ban legatus Augg(ustorum) pro praetore Moaesie Superioris et Dacia Apulensis simul cimet viseli, ám 169 után már az újraszervezett provincia legatus Augusti pro praetore provinciarum Daciarum (trium Daciarum) első szenátori rangú legatusa. A várost a támadások idején A. Iulius Pompilius Piso, a XIII. Gemina legatusa védi. Mivel az V. Macedonia legiot Potaissára helyezik, a hármas Dacia (tres Daciae – Dacia Porolissensis, Apulensis és Malvensis) kormányzójának megnő a hatalma. Ekkor veszi kezdetét a kormányzói palota monumentális épületének intenziv épitése is. Ugyancsak erre az időszakra datálható a civil település municipiumi rangra emelése, melynek révén a várost Municipium Aurelium Apulenseként fogják ismerni. A város ekkor több mint 40 hektáron terült el és a háborúk idején épitik ki a földsánccal és paliszádokkal védett városi erőditést. A kezdeti fafázisokat ekkor fogja felváltani az első kőfázis, amelyeket a partosi ásatások bizonyitanak.
Az első biztosan datálható feliratok csak a második legatus Augusti pro praetore Trium Daciarum helytartóságának, L. Aemilius Carus (173 – 175) idejéből származnak. Bár a provinciát igen érzékenyen érintette a második szarmata – markomann betörés, a 175-180 közötti időszakból több felirat is tanuskodik a városban folyó szellemi életről. Ebben az időszakban volt az épülő helytartói palotának a lakója a későbbi császár, Publius Helvius Pertinax is, aki – ahogy egy Romula-i felirat is említi – 177 és 180 között "et sunt in Dacia Superiore sub Helvio Pertinace legato", azaz az apulumi székhelyű Dacia Superior (ekkor már valójában Apulensis) helytartója. A kor másik jeles képviselője, aki Apulum lakója volt néhány évig (180 és 182 között) Marcus Valerius Maximianus a korabeli háborúk jeles hőse és ismert hadvezére aki Mithrasnak állit egy oltárt. Erre a korra datálható ugyanakkor egy magas rangú tisztviselő teljes alakos szobra is, amelyet a romániai szakirodalom sokáig Pertinax ábrázolásként értelmezett.
Máig vita tárgyát képezi mikor kapja meg az egyre terebélyesedő város a colonia rangot. Bizonyos, hogy az eseményre Commodus császár uralkodása idején kerül sor (180–192). 
A colonia szó tizenkét feliraton tűnik fel, többségük Commodus császár korából származnak. A vélemények megoszlanak afelől, hogy Pertinax vagy az őt követő C.Vettius Sabinianus Hospes helytartósága idején vált coloniává Apulum. Colonia Aurelia Apulensis a cim elnyerésével másfélszeresére nőtt, mintegy 75 hektáron terült el. Városfalait átépitették, kibővitették. Ugyancsak Commodus idején volt a város lakója és egyben a provincia helytartója a majdani császár, C. Pescennius Niger. Commodus halála után Pertinax császársága következik. Az ellene elkövetett merénylet után a Birodalom négy éven át háborúk sorát éli át, miután Carnuntumban császárrá kiálltják ki Septimius Severust 193. április 9-én. A trónutódlásban, különösen a Galliában folyó T. Claudius Claudianus által vezetett harcokban a XIII. Gemina katonái is harcoltak, így az esemény Apulum lakosságát is közvetlenül érintette. Ebből az időszakból több felirat is bizonyitja, hogy a város a kezdetektől Septimius Severust támogatta a császári titulusra.

### A Severusok kora

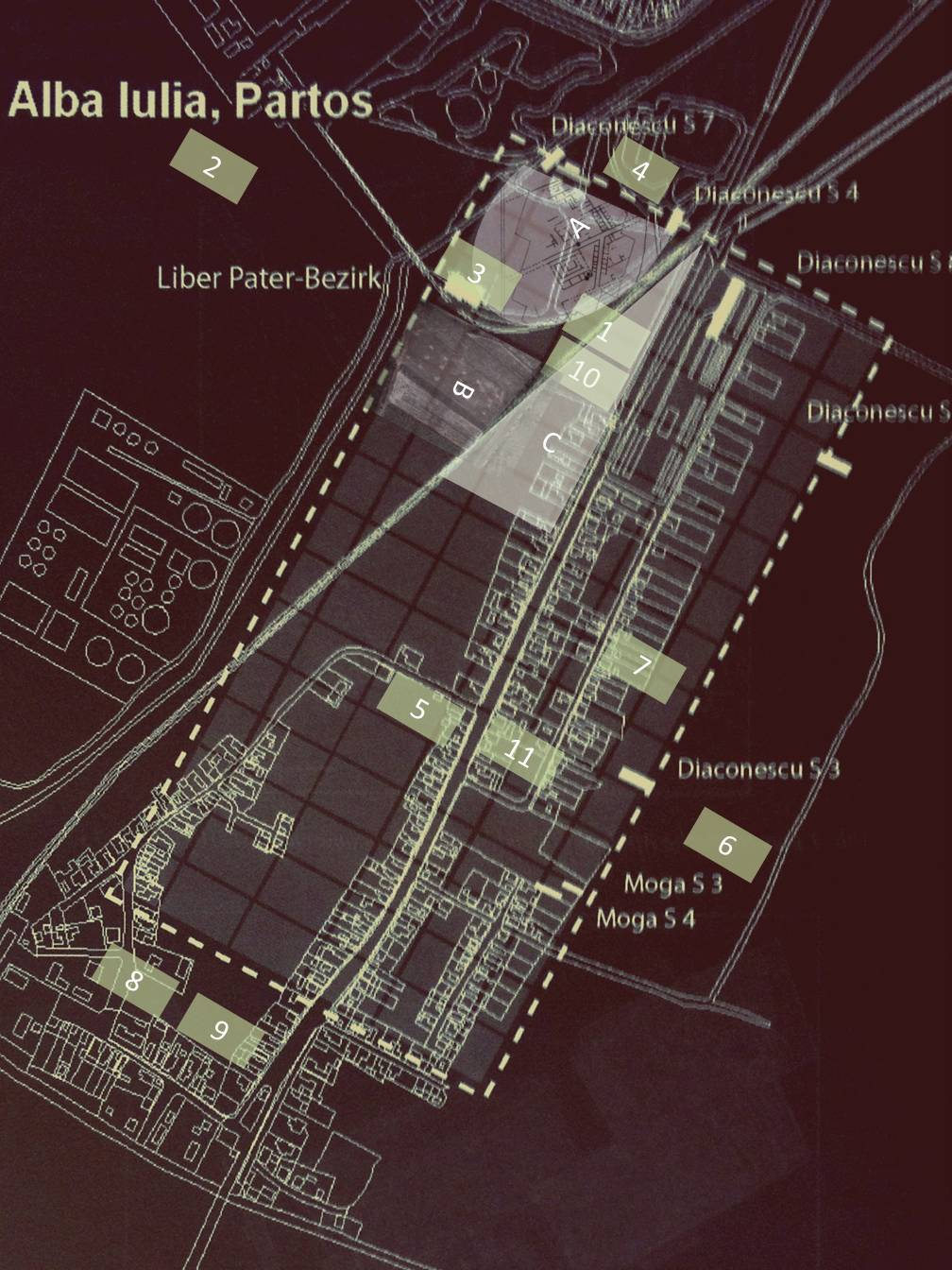
Colonia Aurelia Apulensis

Septimius Severus uralkodása (193 – 211) a Római Birodalom és egyben Apulum legdinamikusabb virágkorát jelenti. A 197-es győztes lugdunumi csatát követően a hatalmát megerősitett császár Hadrianus óta nem látott városalapitási mozgalommal inditotta regnálását: sorra alakultak a hozzá hűséges legiók egykori katonai településeikből kialakult városok Aquincumban, Potaissában és 197-ben Apulumban is. Az első felirat, amely már Municipium Septimium Apulense-t emliti Caius Iulius Valentinus, az új város első IIIIvirének, azaz „polgármesterének” 197-198-ra datált oltára (CIL III 1083). A Galliából hazatért katonáknak már nem a legatus fennhatósága alá tartozó canabae- ban, hanem a castrum 2,2 km-es körzetén belül eső területen (intra leugam) kialakított új városban találtak otthonra. 
Vita kérdése, hogy a castrumhoz igen közel fekvő új város alapitásával együtt járt-e a canabae felszámolása. Egy későbbi feliratra hagyatkozva (CIL III 1093) a szakirodalom ma úgy véli, hogy a két civil település mellett a katonai tábor körül kialakult canabae is tovább létezett. Emiatt is nehéz megtalálni az új municipium északi határvonalát, de nehéz a topográfiai viszonyokat is bemérni. Ugyancsak nehéz megállapitani, hogy az új város alapitásával kialakitanak-e új temetőket is. Az bizonyos, hogy az új város területileg kisebb kiterjedésű, lakossága pedig döntő többségében veteránokból, katonákból tevődik össze. Ettől függetlenül, az új város feliratos anyaga vetekedik az ekkor már virágzó nagyvárossá lett Colonia Aurelia Apulensis irásos hagyatékával, amely részben a katonák új, társadalmi és politikai szerepének propagálásával, részben a Septimius Severus idejére tehető ún. epigráfiai robbanással magyarázható. A III. század elején a Colonia megkapja a ius italicumot, ami különleges kitüntetés volt egy római városnak. Septimius Severus korából 9 helytartó ismert, ezek közül többen – így L. Octavus Iulianus, Claudius Gallus, Mevius Surus – afrikai származásuak, amelyek jelzik, hogy a Leptis Magnából származó császár közeli embereit helyezi a provinciákba.

### A katonacsászárok kora

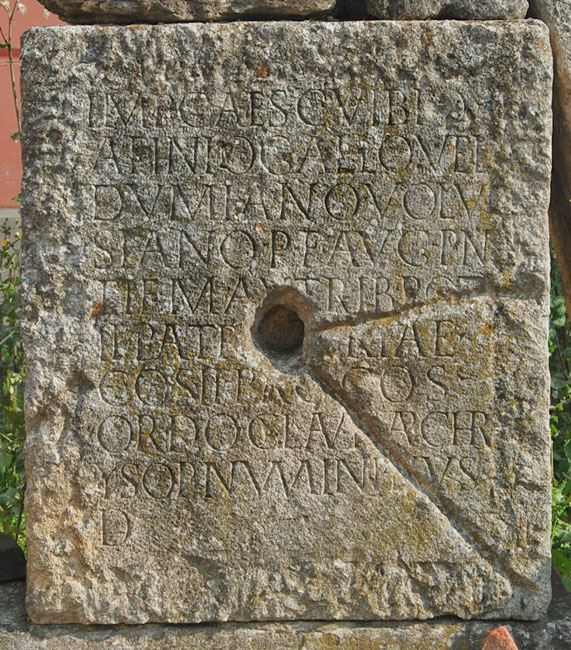
Chrysopolis, az arany városa

A provincia története 235 és 270 között a folyamatos betörésekről és a határvédelem okozta problémákról szólt. A gótok támadása 235 körül intenzíven igénybe vette a XIII Gemina legio katonáit, amely a városra egyre nagyobb terhet róhatott. A 235 és 270 közötti időszakból Apulumból 13 biztosan datálható felirat maradt fönt, amely ugyanakkor jelzi a városi élet folyamatosságát a nehéz időszakban is. A városi élet folytonosságát bizonyitja az is, hogy a nehéz idők ellenére – vagy talán pont a betörések miatt – rekonstruálásokra is sor kerül, például újraépítenek egy Apollonak szentelt forrást az egykori Asklepieion területén (CIL III 990). Egyes feltételezések szerint, a katonai város (Municipium Sepitimum Apulense) ebben az időben colonia rangot kap (CIL III 1176).
Ebből az időből ugyanakkor számos éremkincs származik, amely jól jelzi a bizonytalan és feszült politikai és gazdasági helyzetet is. Az ebből a korból származó feliratok döntő többsége a császárok és a kormányzók iránti tiszteletet és hűséget fejezik ki, amely az instabil hatalom egyik fő jele volt, ezek a feliratok ennek ellensúlyozására lettek elhelyezve a város különböző pontjain, így a kormányzói palotában (AE 1954, 0258,AE 1965, 0036) vagy a Colonia Aurelia Apulensis fórumának területén (AE 1989, 0628). Rendkívül értékes felirat a Jupiter Optimus Maximusnak dedikált oltár, amelyet Gaius Valerius Sarapio állit a kárpok támadását követően (Kr.u. 248 körül), hálát adva az istenségnek, hogy megszabadította a vésztől (CIL III 1054). Ebben a korban a provincia saját pénzverési jogot kapott, amelyben nagy szerep jutott Apulumnak is. 252-ből származik az a felirat, amely a várost, mint Chrysopolist, azaz az arany városát említi. Az új titulust tartalmazó hatalmas szoborbázist a Colonia Aurelia Apulensis egykori fórumának területén találják a XX. században (AE 1989, 0628). 260 után a város élete is felbolydul, amelyet jól bizonyít az, hogy a XIII Gemina legio egy részét Gallienus császár kivonja Apulumból és Poetovioba küldi Flavius Aper vezetésével. A legio megtizedelése jelentette a virágzó város hanyatlásának és elnéptelenedésének első biztos jelét.

### A kivonulás
A város feladása szorosan összefüggött a provincia hivatalos felhagyásával, amelyre – a vitatott irodalmi források ellenére – Aurelianus császár idején került sorra, bár a felirat-állítások megszűnése Kr.u. 260 körül arra utal, hogy a kivonulás fokozatosan történt és akár évtizedekig is elhúzódott Gallienus császár uralkodása és Aurelianus uralkodását követő időszakban. A provincia éremkincsei és az Apulumból származó éremleletek is azt bizonyítják, hogy a provinciát fokozatosan adják fel 260 és 271 között. A XIII Gemina legio egy része és a kormányzó minden bizonnyal a legvégsőkig jelen van Apulumban, amely stratégiai, gazdasági és politikai szerepe miatt az utolsó települések között lehetett, amelyet a rómaiak felhagytak. Ezt bizonyítják az Apulumban székelő kormányzók utolsó feliratai Herkulesfürdőn. Az ókorra jellemző területi felhagyások szokásrendjéhez hasonlóan, itt sem beszélhetünk elnéptelenedésről 271 után, hanem a hivatalos adminisztráció, a katonaság és az ezektől függő, ezekből élő gazdasági rétegek és csoportok fokozatos elvándorlásáról. Az idősebbek, vagy a területhez valamilyen okok miatt szorosan kötődő rétegek minden bizonnyal még 2-3 generáción át is jelen voltak. 

### A római kivonulás után
A római település sorsa az Aurelianus-féle kivonulást követően sem régészeti, sem auktor forrásokból nem körvonalazható megnyugtató biztonsággal. Ahogy Dacia provincia római uralom utáni sorsa is, Apulum római kort követő története is a román és a magyar historiográfia kereszttüzének áldozata. A XIX. század végi és XX. századi történetírás a város területéről előkerült szórványos régészeti emlékeket is egységesen a provincia sorsának alakulásával elemezte az adott kor historiográfiai ideológiának tükrében, amely a romantikus historicizmustól, a részletekbe vesző pozitivizmuson át a dákoromán kontinuitást, majd a dákomán és végül a pánszláv elméleteket próbálta a régészeti valóságra kényszeríteni.
Ma már úgy a román, mint a magyar történetírás vezető személyiségei elfogadják a régészeti és fukar irodalmi forrásokra támaszkodva, hogy Apulumból – ahogy a provinciából is – a hadsereget császári felügyelet alatt kötelező módon kivonták. Ez Apulum esetén nemcsak a 6000 legionáriust, de a katonai adminisztrációhoz és hétköznapokhoz tartozó óriási tömeget – családjukat, az őket kiszolgáló személyzetet és a belőlük és általuk megélő kereskedőket – egyszerre jelentette. 
Mindezek mellett feltételezhető, hogy a vezető arisztokrácia tagjai is elhagyták a várost. A hivatalos adminisztráció és a hadsereg kivonulásával a város hátramaradt lakossága – az Ulpia Traiana Sarmizegetusa-i és Porolissum-i analógiákra hagyatkozva – egy ideig minden bizonnyal erőddé alakította a castrumot, majd a betörő gót népek inváziójának nyomására fokozatosan elhagyta a területet. Szinte biztosra vehető, hogy az egykori római provincia területéhez hasonlóan, ahol nem jött létre állandó államalakulat a magyar királyság kialakulásáig, úgy az egykori városok sem maradtak stabil települések. Alföldi András, a kontinuitás elméletének egyik legismertebb ellenzője ezt azzal magyarázta, hogy egyetlen daciai város neve sem maradt fent a középkori topográfiában és emlékezetben. Vele ellentétben, a román történetírás még 1995-ben is a „prefeudális és korai feudális korok” emlékeiként értelmezték az egykori Apulum területéről előkerült népvándorláskori leletanyagot, melyet hagyományosan Blandiana B – Alba Iulia kultúraként említettek.
A jelenlegi kutatás egyetért abban, hogy a város területén a IV-IX. század között ugyan számos népelem emlékanyagára bukkantak – nemegyszer a római romokra ráépülve és azokat felhasználva – a település, vagy erődítmény lakossága igen szerény és állandóan változó lehetett. A Kr.u. III-IX. század közötti időszakból előkerült emlékanyag közül kiemelendő elsősorban a fibula leletanyag (szarmata fibulák, IV. századinak datált hagymafejes fibulák), néhány ugyancsak vitatott datálású mécses, III. Constantinus és II. Theodosius kori érme valamint gazdag szláv és bolgár kori kerámiaanyag. Kiemelendő a késő népvándorláskori temető (Brănduşei utca, Staţia de Salvare részek)ahol 1980-84 között 1200 sír került elő rendkívül gazdag, népvándorláskori leletanyaggal. A magyar történetírás elsősorban az avar és a szláv kori emlékek gazdagsága miatt feltételezi, hogy a VII. századtól vált ismét fontos regionális központtá az egykori római város területe, amely állandó településsé csak az erdélyi gyulának, majd a vajdának köszönhetően válik.

## Vallásos élete

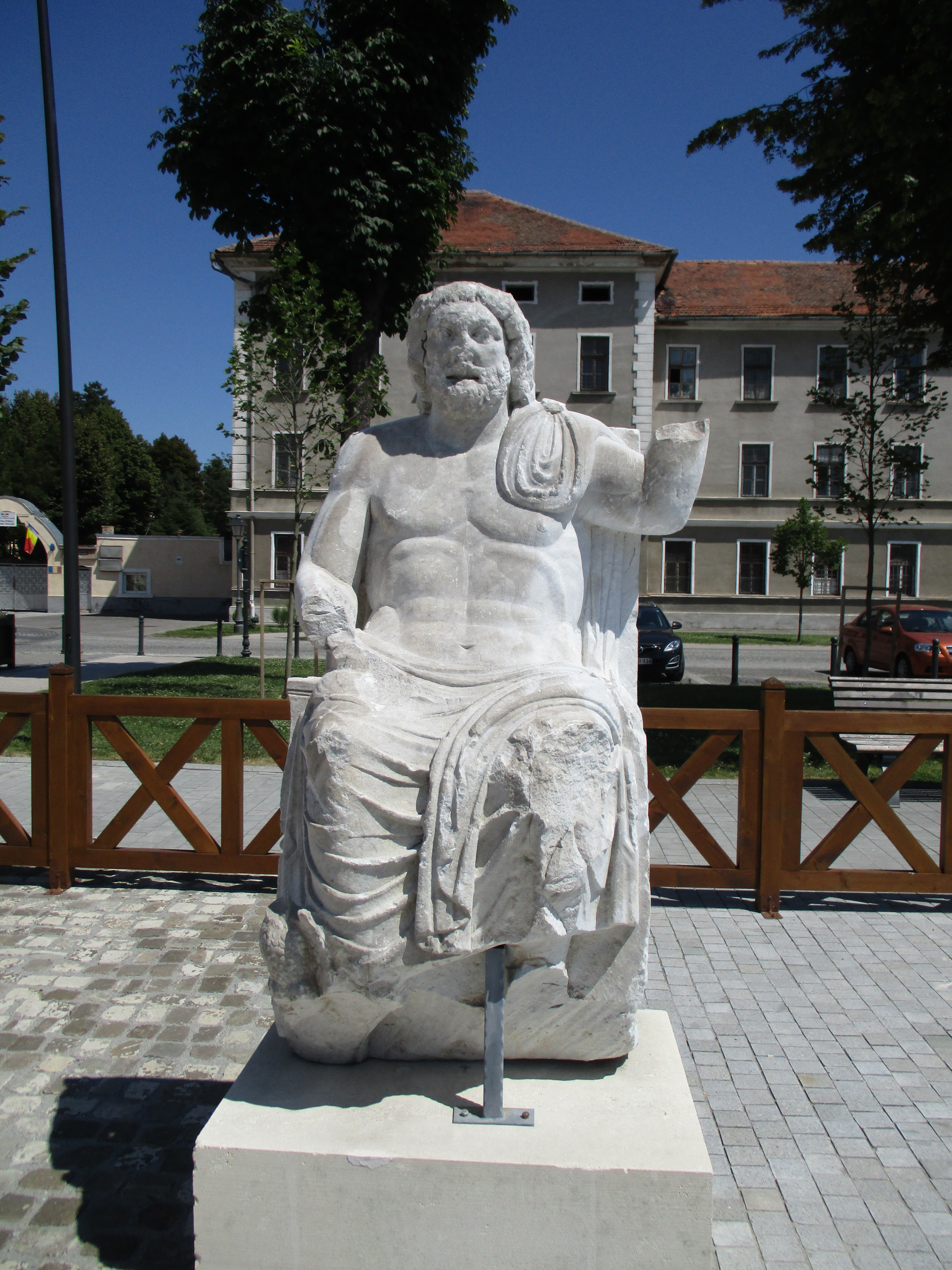
Jupiter Optimus Maximus szobra a Municipium Septimium területéről

Apulum kettős városa (Colonia Aurelia Apulensis, Municipium Septimium Apulense) és legiós tábora óriási vonzóerőt jelentett a változatos vallási csoportok megnyilvánulására és egy sajátos vallásos élet kialakulására. A fennmaradt feliratoknak mintegy fele, közel 1000 epigráfiai forrás tanúskodik Apulum lakóinak vallásos életéről Kr.u. 106 és 271 közötti időszakból. Emellett több száz nagy és kisplasztika, relief valamint legalább 25 szentély jöhetett létre a kettős város és a tábor területén. A hagyományos római istenségek (Dii Consentes) tiszteletén túl, Apulumban számos sajátos, kisvallási csoport istenségeit is megtaláljuk. Különösen a kis-ázsiai istenségek voltak népszerűek az ide érkező csoportok körében: jelen van Jupiter Cimistenus, Jupiter Bussumarius, Artemis Ephesia és Hekaté kultusza is.
Jupiter Optimus Maximus tisztelete számos formában megnyilvánult, Apulumból származik a legtöbb Daciában felfedezett Jupiter szobor, amely elsősorban a kettős város fórumán (vagy fórumain) és a táboron belül volt jelen. A római főistennek a hagyományos capitoliumi templomon kívül (amelyet nem sikerült egyelőre azonosítani), számos helyen volt tisztelete a város templomaiban. Ilyenre bukkantak 1867-ben az első gyulafehérvári vasút építésekor, valamint az 1930-as években Marosportus területén is. Ugyancsak több helyszínen bukkantak a Nemesis kultusz régészeti forrásaira, legutóbb 2011-ben a Vauban vár területén találtak egy igen jelentős Nemesis szoborra és két feliratra, amely egyértelmű bizonyítéka az Apulumban működő gladiátoriskolának is. Bár a fehérvári régészek Nemesis templomként értelmezték az egykori legió területén belül talált leleteket, ezek sokkal inkább középkori vagy késő római spoliaként kerültek oda, eredetileg valószínűleg a város amfiteátruma mellett kialakított Nemeseion része lehetett.
A város egyik legfontosabb szentélye a Colonia Aurelia Apulensis északi falain kívülre eső, a Kutyamál domb alatt nyugvó gyógyító szentély, Asklepieia volt. Az ott tevékenykedő papság és a hatalmát biztosító városi elit számos alkalommal bővítette a híddal, kúttal és porticussal díszített, komplex-szentélyközpontot. Utolsó, még látható nyomai az 1960-as, 70-es évek csatornázási munkálatai és a felvezető híd megépítésekor pusztultak el. Egy 2003 körül készült mágneses vizsgálat sejteti az épület nagyságát. Az Asklepieiontól délre, már a Colonia Aurelia Apulensis városfalán belül fedezték fel 1989-ben a Liber Pater szentélyt, amely nemcsak Apulum, de Dacia egyik legjelentősebb és legalaposabban feltárt szakrális tere. A szentélyből előkerült gazdag szoboranyag, kerámiaanyag és apróleletek részletesen bemutatják egy bacchikus csoport hétköznapjait, vallásos szertartásait és néhány sajátos lakomájának tartalmát is.
Jelentős régészeti anyagot hagyott hátra Silvanus, Bonus Puer és Deus Aeternus kultusza is, ez utóbbit sokáig tévesen a zsidó közösségek jelenlétével magyarázták. A colonia területéről számos szentélynek a nyoma és régészeti forrása ismert, ám ezek nagy része az 1920-as és 30-as években került elő, rosszul dokumentált környezetből. Apulum területén nagy népszerűségnek örvendtek a kis-ázsiai kultuszok mellett az egyiptomi istenségek is: Isis és Serapis kultusza valószínűleg több helyszínen, a kormányzói palotában, a legiotáborban és a civil város területén is jelen volt. Ez utóbbiban 1959-ben egy Isis oltárt találnak a Marosportus déli részén egy római házban, sajnos az ásatást azóta sem hitelesítették újabb kutatásokkal.

### Mithras kultusz Apulumban

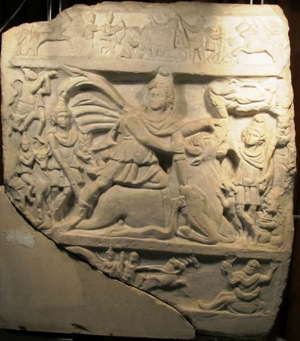
Mithras kultuszkép Apulumból

Az ún. keleti kultuszok közül Mithras kultusza örvendett a legnagyobb sikernek a római Daciaban, így Apulumban is. A perzsa nevű, de római közegben kialakult istenség kultusza a Kr.u. I. század végén nyeri el végleges formáját és főbb jegyeit, majd ezt követően elterjed a Római Birodalom minden provinciájában különösen nagy népszerűségnek örvendve a Duna-menti és erősen militarizált provinciákban. Apulumban a kultusznak volt katonai és civil közössége is. 
A szakirodalom eddig 29, bizonyítottan a városból származó hívőt azonosított és 4 személyről feltételezzük, hogy ők is az apulumi közösséghez tartozhattak. Az általában kis, 10-15 fős közösségekként működő Mithras – hívők 5-6 szentéllyel rendelkezhettek Apulumban. Erre utal két építési felirat és az az 5 vagy 6 kultuszkép, amely a szentélyek elengedhetetlen eleme volt. Ezek közül csak egyet sikerült régészetileg is azonosítani, 2008-ban. Egy feltételezhetően Mithras szentélyre bukkantak az 1930-as években Oancea földjén is, ahonnan legalább egy tucat Mithras szobor és felirat került elő. Hasonló jelentős leletegyüttesre bukkant Franciscus Kaftal és Papp Károly is a XVIII. illetve XIX. században. A társadalmi paletta minden ágából összesereglett hívőközösség több mint 50 votiv emléket – oltárt, szoborbázist, kultuszképet, ex votót – hagyott maga után. Legismertebb tagja az oltárt állító, szenátori rangú Marcus Valerius Maximianus volt, aki 181 és 182 között tartózkodott a városban mint legatus legionis, de Mithrasnak dedikált emlékeit megtaláljuk Numidiában is.

## A legiótábor
A tábor a Második Dák háborút követően, még Traianus császár korában létrejött valamikor 106 és 117 között. A háborúban részt vevő XIII Gemina legio egyike lesz a traianusi provinciában tartózkodó legióknak és az egyetlen marad, amely a provincia teljes fennállása alatt végig Daciában marad, kisebb szüneteket vagy hadjáratokat kivéve, amikor a legio néhány vexillációja vagy a keleti hadjáratokban, vagy Poetovioban fog majd ideiglenesen tartózkodni a Kr.u. III. században. 

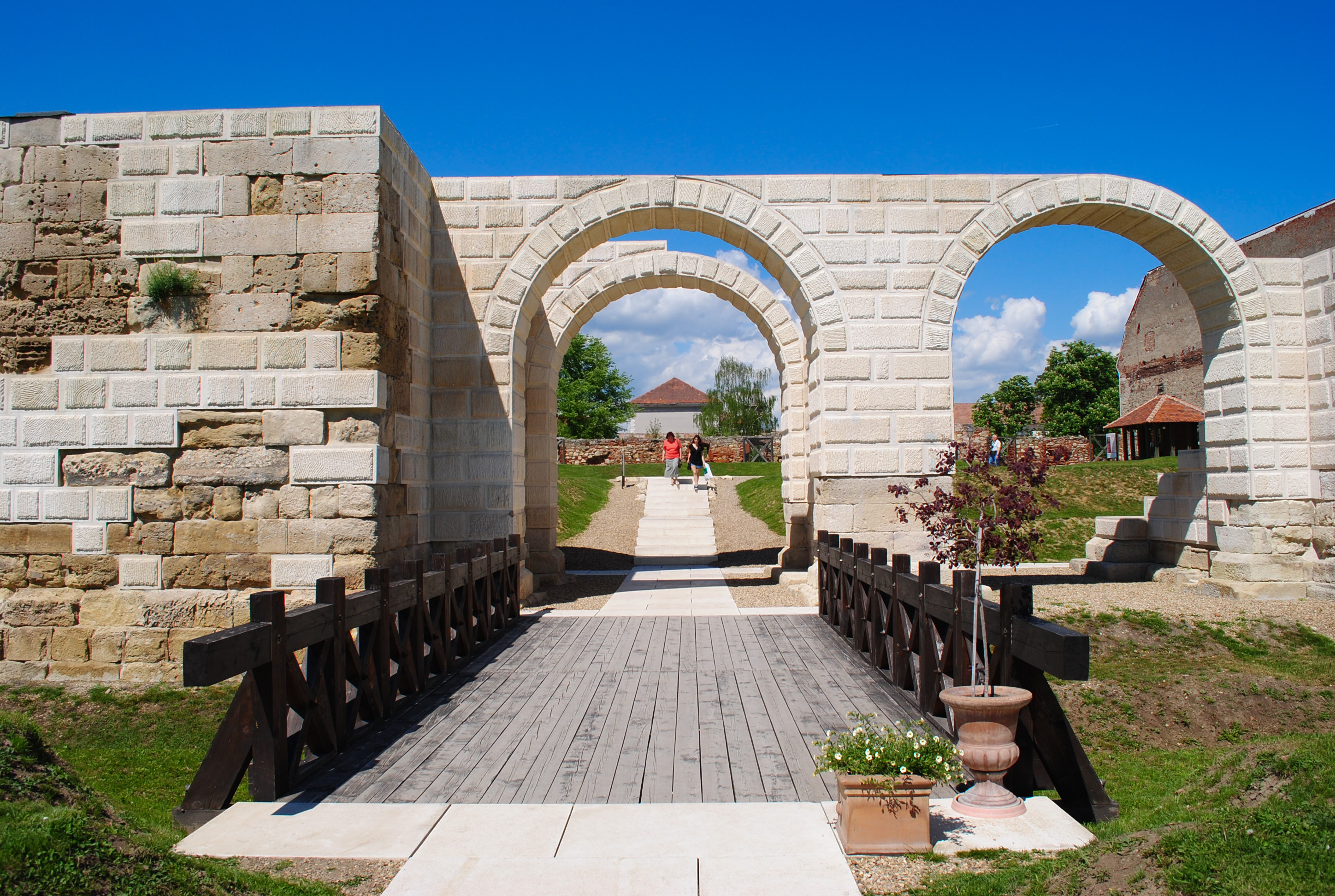
A római erőd déli kapuja

A legiotábor kialakitásának helye elsősorban stratégiai okokból került a Maros egyik legmagasabb teraszára: a verespataki aranybányák közelsége, a colonia Sarmizegetusát, a provincia fővárosát és az északi Limest összekötő fő császári út találkozása a Maros völgyével, valamint a sóút fő szállitási csomópontja is itt helyezkedett el. A legújabb elméletek szerint, a legiotábor része volt ugyanakkor a provincia nyugati határvédelmének – ellentétben a régi elmélettel, amely szerint a provincia belső védelmét biztosította és belső erőd volt.
A traianusi időszakban – amely a provincia életében elsősorban a konszolidációról szólt (az úthálózat, infrastruktúra kiépitése, a bányák működésének elinditása, a bányavidék létrehozása és a hadsereg letelepedése) – a tábor feltételezhetően egy föld-fa tábor lehetett, bár ennek nyomait és pontos kiterjedését sajnos egyelőre nem sikerült megnyugtatóan tisztázni. A későbbi időszakban, valószínűleg Hadrianus császár korában (117-138) az erődöt kőfalakkal erősítik meg és elnyeri ma ismert területét. A római castrum feltárása a XIX. század vége óta folyamatosan zajlik, ám különösen az 1950-es években, az 1990-es évek elején és 2010 óta, a Vauban vár átalakitásakor sikerült az egykori római erőd számos elemét feltárni. Jelenleg, ismert az erőd déli kapuja (porta principalis dextra), a via principalis egy részlete és az azt övező belső épületek alapja és padlófütése és az erőd központi épülete, a Principia, melynek 2011-es gyors feltárása súlyos műemlékvédelmi botrányt váltott ki romániai és nemzetközi berkekben is. Az egyelőre rövid közlésekből ismert feltárás során számos jelentős, Caracalla császár korára datált felirat került elő.
Ma, a Principia egy része restaurált-újraépített állapotban egy új múzeumban látogatható. A római erőd területén feltártak néhány katonai barakkot is. Jól ismert volt már a XIX. században is a római erőd nyugati fala, igaz, annak részleteit csak az elmúlt időszakban, az erdélyi fejedelmi palota restaurálása folyamán tártak fel. A castrum északi falának részleteire 2016-ban bukkantak, a Museikon múzeum kialakitásakor kezdeményezett munkálatok alkalmával.
Az 1990-es években, az Apor palota területén végzett ásatások során feltárták a római erőd keleti falának részleteit is, valamint a római árokrendszer részleteit. A Vauban vár XVIII. századi kialakitásakor súlyosan rongálódott az erőd déli része, így annak fala is, melynek köszönhetően az erőd déli kiterjedése egyelőre nem ismert. Az erőd területén belül ma már több, mint félszáz ásatás ismert, így beépitettsége és a XI. század óta folyamatosan alakuló építéstörténete ellenére viszonylag jól ismert. Kevés adat maradt fent azonban a római erőd kora középkori és középkori történetéről, amely korszakban foganatosított változásokról máig megosztó vélemények születtek. Annyi bizonyos, hogy az egykori római erődre teljes egészében ráépül az első, középkori erődítmény. Maga a város is – Beográd, Gyula fehér vára – az egykori római legiotáborról kapja nevét. 
A fejedelemségkorig a római erődön csak minimális változásokat eszközöltek. A későbbiekben, különösen Bethlen Gábor idején alakítják át a középkori várat, amelynek egyik forrása Visconti térképe 1711-ből. Ezt követi a XVIII. század első felében a Vauban vár kiépitése, amely gyökeresen megváltoztatja az egykor római erőd még látható nyomait is.

## A helytartói palota

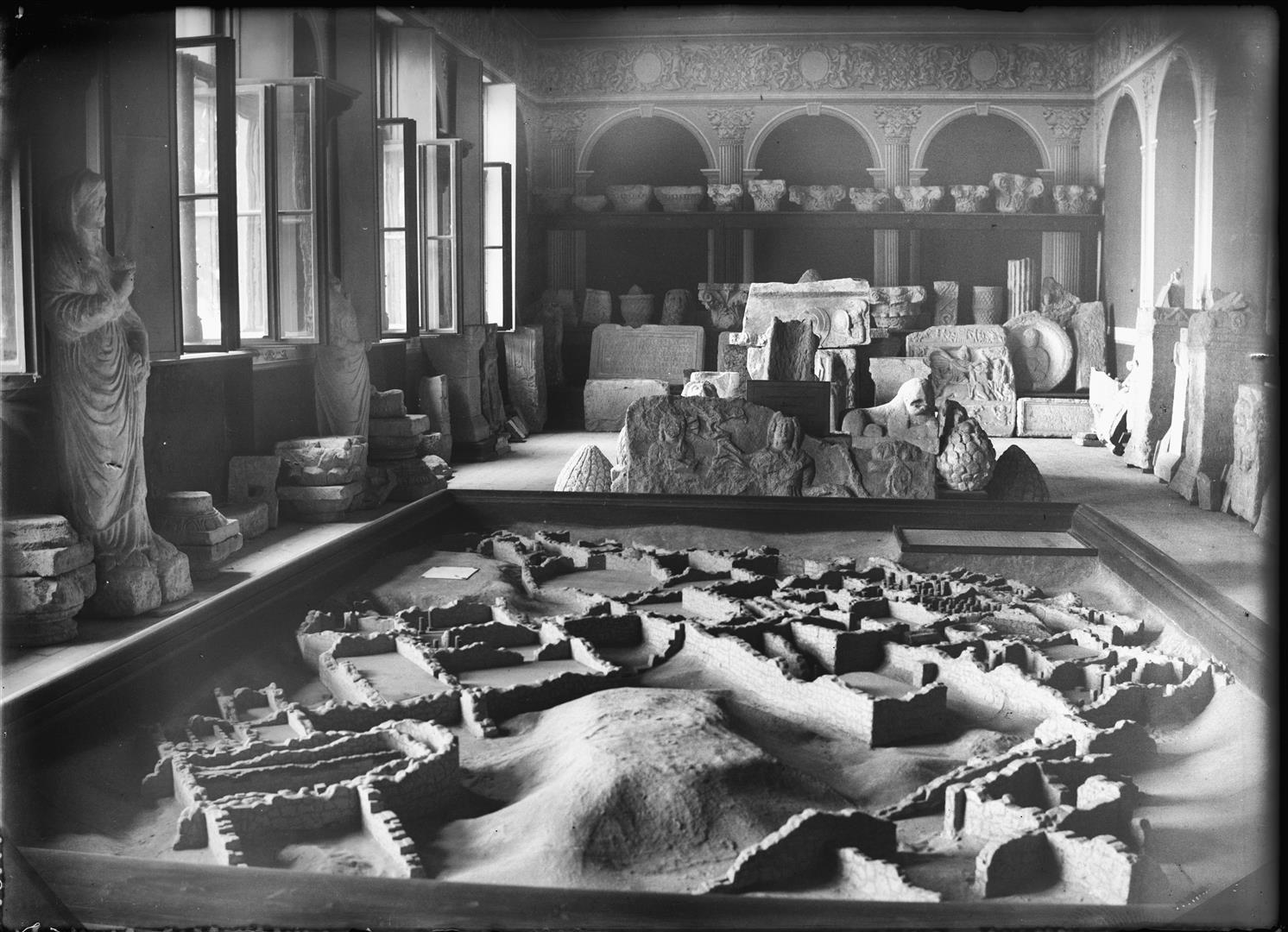
A kormányzói palota modellje Cserni Béla korában

Katonai, gazdasági és politikai jelentősége miatt Marcus Aurelius idején Apulum vált Dacia egyik központjává, a helytartó székhelyévé. Addig ezt a szerepet a XIII. Gemina parancsnoka látta el, akinek székhelye minden bizonnyal az apulumi castrumban volt. Dacia Marcus Aurelius-féle újraszervezését követően kezd kiépülni a castrumtól DK-re a későbbi helytartói palota, amely nemcsak Apulum, de Dacia legimpozánsabb és legnagyobb római épületkomplexuma lesz. A palota nemcsak a helytartónak, de a szolgálatában álló teljes adminisztratív személyzetnek (officium consularis: officium cornicularium, commentarienses, speculatores, beneficiarii consularis, questionarii, interogatorii, frumentarii, interpretes, librarii, exceptores) és személyes őrcsapatának (singulares) is otthont adott. 
A helytartói palota számos épületrészből állt. Ezek közül a legfontosabbak a helytartó diszterme, az igazságszolgáltatás nagyterme (basilica), a kancellária épülete, az őrcsapat szálláshelye és a hivatalos császári kultusz és más istenségek pantheonja volt. A palota egyik legnevesebb lakója a 215 és 217 között helytartói minőségében itt tartózkodó Caius Iulius Septimius Castinus volt, aki szabadosával, Libellával Eponának állít oltárt. Nevüket ott találjuk Aquincumban is, ahol Mithrasnak állítanak oltárt.
A palotából számos régészeti emlékanyag került elő: feliratok, császárszobor töredékek, mintegy 500 római érme, üvegtárgyak, óriási kerámia- és tegulaanyag.
Feltárása három szakaszban, a Cserni Béla által vezetett (1888-1908), a Ion Berciu és Alexandru Popa által 1943 és 1962 között végzett és végül az 1992 óta Viorica R. Bolindet által vezetett régészeti ásatások során történt.
A helyi hatóságok egy modern, multifunkcionális épületet és kutatási központot óhajtanak a közel jövőben a palota fölött létrehozni, bemutatva és megőrizve a Romániában egyedi épületegyüttest.

## Kutatástörténet

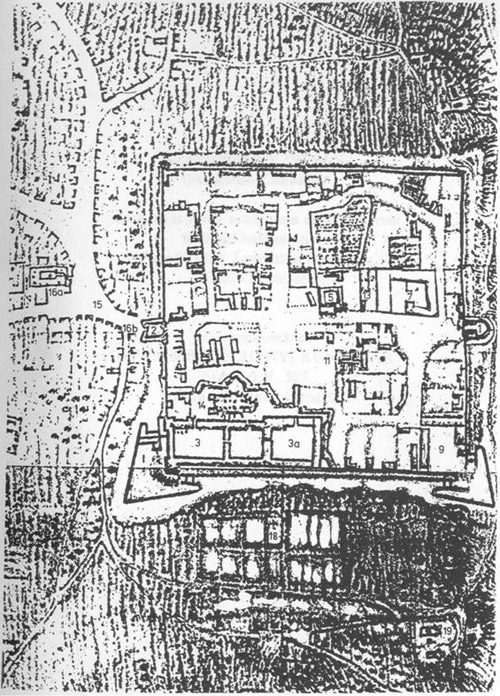
Visconti 1711-ben készült rajza a várról

A római várost első ízben természetesen a korabeli források emlitik. Ezek közül kiemelendő Dacia topográfiájának szempontjából alexandriai Klaudiosz Ptolemaiosz településlistája, a ravennai ismeretlen geográfus valamint a 4. században keletkezett Tabula Peutingeriana. A római kivonulást követően ugyan évszázadokig nem volt állandó, stabil település az egykori város területén, a kollektiv emlékezet és a monumentális római emlékek megőrizték Apulum örökségét. Ennek köszönhető minden bizonnyal a 7–8. században elterjedt szláv „Beograd” azaz „Fehérvár” elnevezés, amely a castrum vagy a város fehér falaira utalhatott.  
A középkorban a magyar Gyulafehérvár kiépülésével újra állandó település jött létre az egykori római város területén, melynek magja – a majdani hármas erőd – a XIII. Gemina legio castruma fölé épült, felhasználva annak nemcsak alaprajzát de épitészeti anyagát is. A kettős római város, Apulum azonositása az előbb felvázolt körülmények miatt tehát nem nehéz a későbbi kutatásnak. A város római múltjának első kutatóit az erdélyi reneszánsz jeles alakjai jelentik. Szamosközy István, Geréb László püspök, Megyericsei János, Verancsics Antal, Bongarsius, Opitz Márton, majd a 18. században a városban állomásozó neves olasz katona és feliratgyűjtő, Giuseppe Ariosti Archiválva 2012. október 31-i dátummal a Wayback Machine-ben jeleskedtek Apulum epigráfiai emlékeinek összegyűjtésével, melyek mai napig fontos forrásai a város történetének. Az epigráfiai emlékek mellett minden bizonnyal számos régészeti, építészeti emlék is a felszínre került a középkori építkezések, majd Bethlen Gábor munkássága végül a XVIII. századi nagyarányú épitkezések során. Erre utal számos, a szebeni Brukenthal Múzeumban őrzött apulumi emlék előkerülési dátuma. 

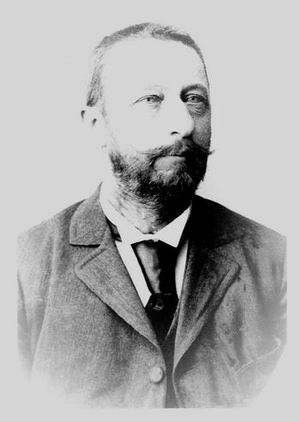
Cserni Béla

A város történetének tudományos jellegű kutatása a XIX. században veszi kezdetét Karl Gooss, Neugebaur, Torma Károly valamint Theodor Mommsen, a legendás német epigráfus révén. Az Alsó-Fehér Vármegyei Történelmi Társulat megalapitásával és az első erdélyi régészgeneráció révén elkezdődnek a római város területén végzett első ásatások is. Ezek közül kiemelendők Cserni Adalbert (ismertebb nevén: Cserni Béla) ásatásai a századfordulón. Ő tárta fel a helytartói palotát és annak környezetét, de a két civil település számos további emlékét és temetőiben is végzett ásatásokat. 

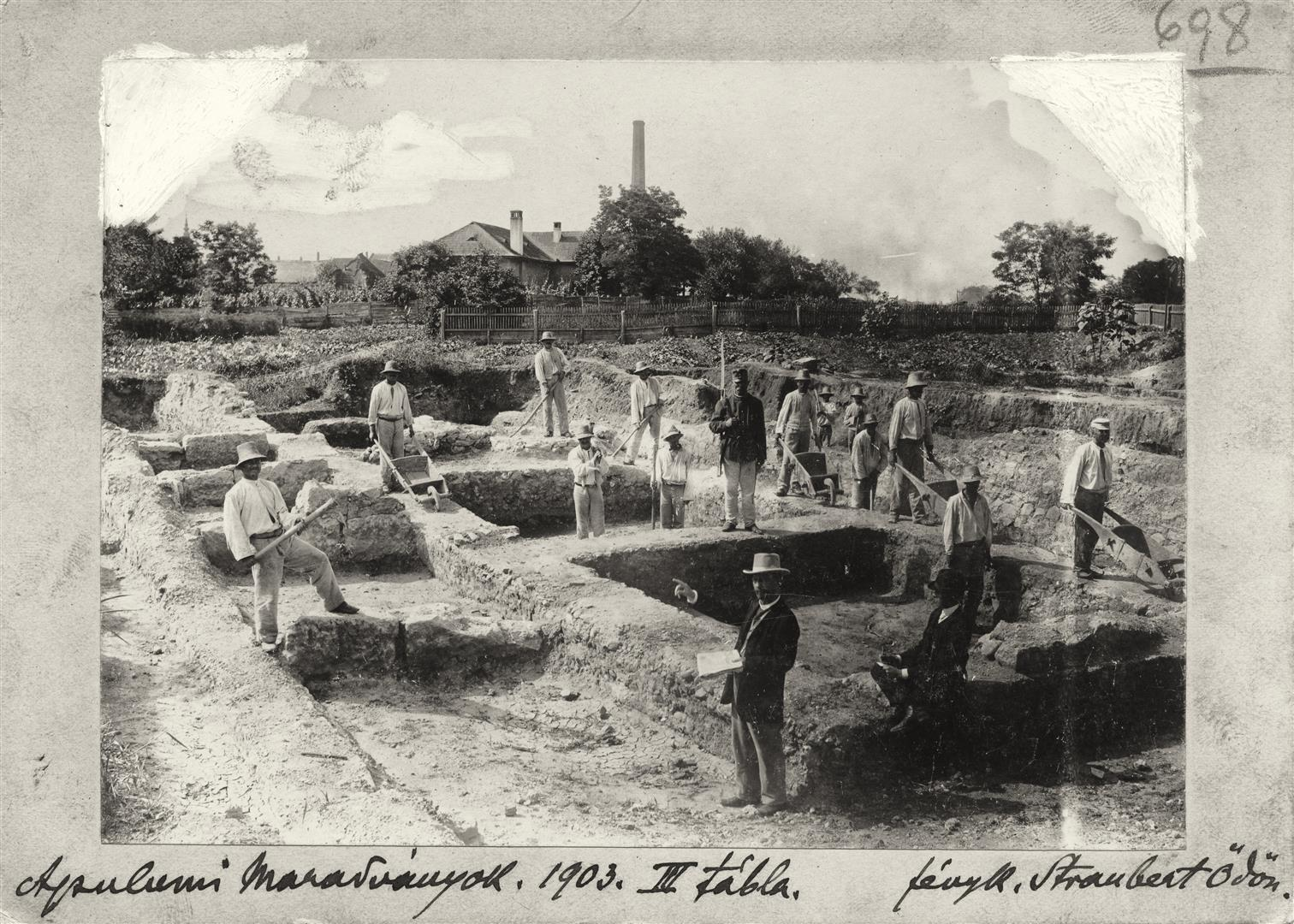
Cserni Béla 1888 és 1908 közötti ásatása során 13000 m² tárt fel a helytartói palotából

Említésre méltó továbbá Király (Kőnig) Pál 1892-ben írt monográfiája Apulumról.
A 20. század folyamán elsősorban a román régészek jeleskedtek a város régészeti emlékeinek feltárásában. Közülük kiemelkedik Constantin Daicoviciu, Mircea Rusu, Vasile Moga és a gyulafehérvári Egyesülés Múzeum munkatársainak munkássága. Az 1923-ban elkészült ortodox katedrális építése során is számos régészeti emlék került a felszínre. A közel másfél évszázados kutatás során mintegy 1000 latin és görög nyelvű felirat, több száz szobrászati emlék és számos épületrom került elő. Ismert a helytartói palota alaprajza, a kettős város határvonalai, a két város közötti temető több száz sírja, a castrum hozzávetőleges alaprajza és Porta Principalis Dextra kapuja valamint a civil település több szentélye is. A római város castrumának területén jelenleg is folynak régészeti ásatások és kutatások a Vauban-vár nagyszabású átalakítása miatt.